# Chi Mei Innolux Corporation
Chi Mei Innolux Corporation (in cinese:奇美電子) è un'azienda taiwanese, sussidiaria della Chi Mei Corporation, tra i maggiori produttori mondiali di pannelli LCD.

## Storia e generalità
Nasce nel 2003 come Innolux Displays Corporation, a seguito della fusione tra Chi Mei Optoelectronics e TPO Display. Nel 2010 l'azienda assume l'attuale denominazione.
Produce pannelli LCD per televisori, monitor, notebook, telefoni cellulari e apparecchi medicali. La sua produzione avviene in quattro stabilimenti (Cina, Paesi Bassi, Repubblica Ceca, Taiwan).
È partner della multinazionale cinese Foxconn.